# Branka Katnić
Branka Katnić, rođena u Titogradu, novinarka je i urednica u Radio i Televiziji Crne Gore. Diplomirala je 1990. godine na Filozofskom fakultetu u Nikšiću, na grupi za jezik i književnost.

## Profesionalni rad
Urednica je Naučnoobrazovnog programa u Radiju Crne Gore od 2007. godine, a novinar Radija Crne Gore od 1989. godine. U redakciji Radija Crne Gore pokrivala je najznačajnije poslove i teme. Radila izvještaje, intervjue, analize, razgovore, organizovala redakciju za pokrivanje dnevnih događaja. Bila urednik u unutrašnjopolitičkoj, spoljnopolitičkoj redakciji kao i urednik informativnih emisija. Pokrenula i uređivala emisiju „Evropa” – emisiju o evropskim integracijama od 2005. do 2007. godine. Prva uređivala i vodila emisije naučnoobrazovnog programa, kao posebne programske jedinice u Radiju CG.
Uporedo s radom u redakciji Radija Crne Gore, od 1989. dо 2005. godine bila dopisnik iz Crne Gore više redakcija: BBC-jeve hrvatske i bosanske redakcije; slovenačkog multimedija „24 ure”; beogradskog lista „Danas”; Hrvatskog Radija Hercegbosne. Bila jedan od novinara u redakciji koja je pokrenula prvi internet portal on-line novinarstva na Balkanu „NetNovinar-a”, te saradnik Medija centra – Sarajevo, odnosno njegove Irex promedia grupe za Balkan. Za vrijeme 90-tih, član Nezavisnog Udruženja Profesionalnih Novinara Crne Gore i Međunarodne Novinarske Federacije (IFJ).
Autorka više edukativnih i dokumentarnih serijala i emisija koje istražuju recentnu crnogorsku istoriju, nauku, obrazovanje i politiku.

## Usavršavanja u inostranstvu
- Seminar o upravljanju rtv mrežom i rtv u javnom servisu („Seminar devoted to broadcast management rtv pablic servise”)- Kardif, Vels, 1999.
- Obuka o radijskom novinarstvu BBC-a („Radio journalism production”)-BBC, London,
- Obuka za medijsko praćenje izbora i izvještavanje za vreme političke izborne kampanje („Media election coverage program and election reporting workshop”)-Voice of America International media centar, Californija State Universiti Chico, San Francisko, 2002.
- Seminar za novinare koji prate EU integracije, Ljubljana, 2003. Mastriht 2002.
- Seminar Evropske komisije za novinare Zapadnog Balkana, Brisel, 2003.
- Obuka o Edukativnim programima Javnih servisa, Beograd, 2011.
- Obuka za Multiplatformsko novinarstvo, Thomson Faundation, London-Podgorica, 2021.

Završila i nekoliko stručnih usavršavanja za uredničke i menadžerske timove organizovanih u RTCG, uz pomoć trenera iz inostranstva (BBC i DW) kao i nekoliko kurseva o izgradnji Tim bildinga u kompanijama i poslovnim zajednicama.

## Spoljašnje veze
- Naučni program Radio Crne Gore
- „Naučni spektar”. RTCG. Приступљено 12. 3. 2022.
- „Crnogorske teme - Gost: Branka Katnić”. You Tube. Приступљено 12. 3. 2022.
- „Radio Crne Gore Branka Katnic”. You Tube. Приступљено 12. 3. 2022.